# Jozef Kempeneers
Jozef Kempeneers (Kasteelbrakel, 5 augustus 1909 - Brussel, 2 oktober 1992) was een Belgisch kanunnik, en apostolisch prelaat.
Kempeneers behaalde zijn doctoraat in de theologie, en in 1933 werd hij priester gewijd. Hij werd legeraalmoezenier en directeur van het Opleidingscentrum Geestelijke Brancardiers te Aalst. Na de oorlog werd hij aalmoezenier aan het hof te Laken, en aalmoezenier van koningin Elisabeth. In deze periode werd hij kanunnik. In 1977 werd hij te Rome bevorderd tot secretaris-generaal van de Pauselijke Werken voor de Evangelisatie van de Volkeren. Hij werd dan apostolisch protonotaris (monseigneur). In 1992 stierf hij te Brussel.